# Melvin Bibo
Melvin Bibo (ur. 6 marca 1977) – nigeryjski zapaśnik walczący przeważnie w stylu wolnym. Triumfator igrzysk afrykańskich w 2015 i drugi w 2007; piąty w 2019. Drugi na mistrzostwach Afryki w 2018; trzeci w 2016 i 2019, piąty w 2014 i 2017, a siódmy w 2015. Wicemistrz igrzysk Wspólnoty Narodów w 2018 i trzeci w 2014. Trzeci na mistrzostwach Wspólnoty Narodów w 2013 roku. 